# Burgschleinitz-Kühnring
Burgschleinitz-Kühnring – gmina targowa w Austrii, w kraju związkowym Dolna Austria, w powiecie Horn, w regionie Waldviertel. Według Austriackiego Urzędu Statystycznego liczyła 1 377 mieszkańców (1 stycznia 2014).